# 可憐的比埃洛
《可憐的比埃洛》（法語：Pauvre Pierrot）是一部於1892年上映的法國動畫短篇電影，該作品由埃米爾·雷諾於1891年製作，該影片被視為世界上第一批動畫電影之一，由500個單獨繪製的圖像組成，最初片長約15分鐘。當時與《最佳啤酒》（1888年）和《小丑與狗》在巴黎格雷万蜡像馆透過光學影戲機播映。

## 故事大綱
一夜，哈爾利奎前來看望他的愛人哥倫比娜。然而，正當比埃洛敲門時，哈爾利奎卻躲了起來。原來是比埃洛向哥倫比娜獻花後離開。不久之後回來為哥倫比娜彈奏曼陀林，但哈爾利奎最後一根棍子嚇唬他，導致可憐的皮埃羅嚇當場得溜走了。

## 概要
《可憐的比埃洛》的製作主要採用光學影戲機技術，使雷諾能夠投影出一條手工繪製和著色的70毫米寬的帶子進行播映，而當時路易·盧米埃爾所發明的電影機尚不存在。電影的早期放映是由作曲家加斯頓·波林（Gaston Paulin）專門為其創作的音樂伴奏的，但這些音樂並未錄製。在關鍵時刻，放置在柔性帶上的銀桿將透過一個電磁鐵驅動一個發聲器，例如產生哈爾利奎對比埃洛進行打擊的聲音。

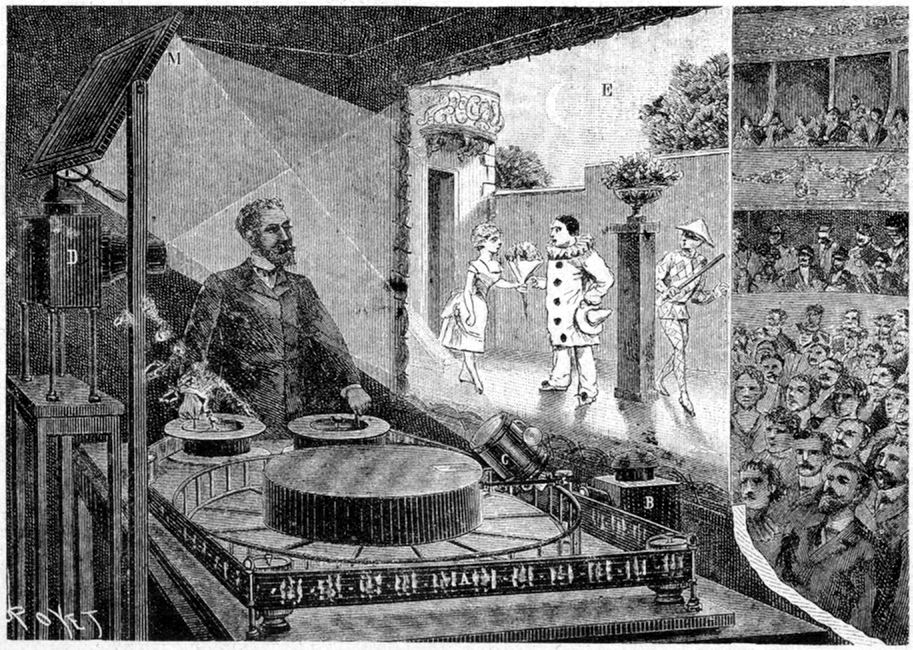
雷诺的光学影戏机正在播映《可憐的比埃洛》。

該動畫實質為一張靜態影像，這些作品是在數百塊晶體透明70mm明膠帶條上手工繪製，並由一層秋葵膠薄膜保護，光線透過這些玻璃將人物投影到布幕上，雷諾還設計了用於機械拖動的膠片的孔設計，通過利用線軸擴展了圖片條的長度。動畫的圖像被描繪在膠帶條上，兩側打孔，這樣轉動起來更平滑。雷諾透過親自操作負責動畫的放映。作為光學影戲機的首次放映之一，《可憐的比埃洛》隨後從1892年到1900年在格雷萬博物館的奇幻室進行播映，並在持續到1894年期間吸引了五十萬觀眾觀看。
電影的膠卷於1926年由雷諾家族捐贈給法国国立工艺学院。並保存在法国国家电影中心的法國電影檔案館，從未數位化。 波蘭動畫師朱利安·帕佩及其合作者在魔幻電影工作室製作了多個全尺寸複製品，用於進行光學劇場的重建以及兩個35毫米格式的適應版。修復版本的電影僅持續4分鐘。第一次修復於1993年製作，其中包括非原始的裁切版。第二次修復於1996年製作，該作品現已數位化並由法國電影檔案館播放。
2015年，該動畫被註冊為聯合國教科文組織世界记忆计划的保存名單。

## 外部連結
- YouTube上的Pauvre Pierrot (1892)
- 互联网电影数据库（IMDb）上《Pauvre Pierrot》的资料（英文）